# Malví canemer
El malví (Althaea cannabina), que addicionalment pot rebre els noms de malví canemer, malví pelut i malvins, és una planta de la família de les malvàcies present en els fenassars de tendència humida. La seva distribució mundial és a la conca del Mediterrani fins a l'Iran.
És una planta perenne que arriba a fer de 20 a 200 cm d'alt. Floreix de juliol a agost.

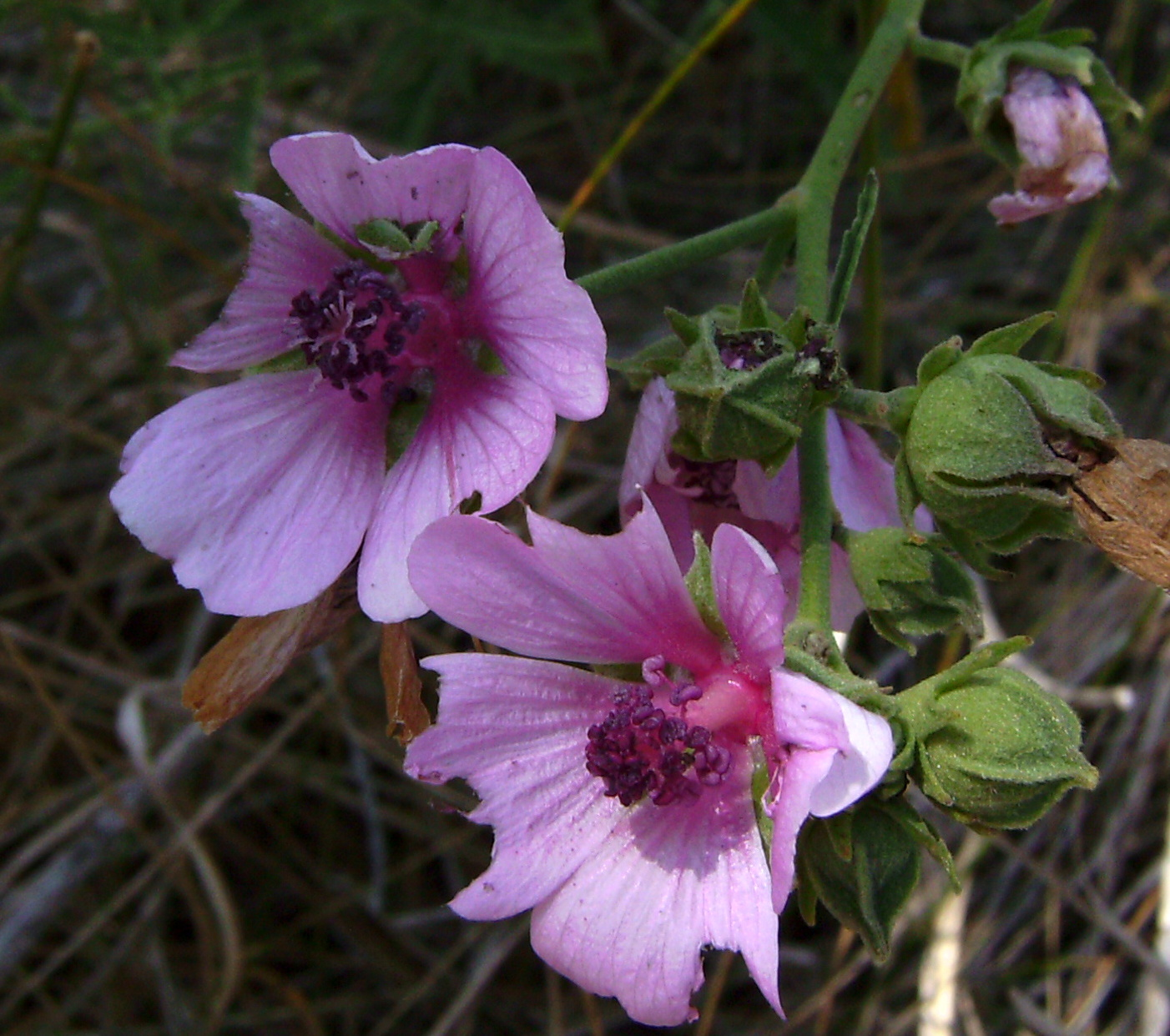
Flors de malví canemer

És notable la gran semblança de les fulles d'aquesta planta amb les del cànem Cannabis sativa, malgrat pertànyer a famílies botàniques diferents.